# Korjo-Saram
Korjo-Saram (auch Koryo-Saram, Russlandkoreaner oder ehemals Sowjetkoreaner; russisch Корё-сарам, koreanisch 고려사람 Goryeosaram) ist der Eigenname der koreanischen Minderheit, die seit vielen Generationen in der Sowjetunion und deren Nachfolgestaaten lebt. Heute wird von 450.000 bis 500.000 Korjo-Saram ausgegangen, wovon die Mehrheit in Russland und Zentralasien, insbesondere in Usbekistan und Kasachstan, lebt. Kleinere Minderheiten gibt es auch in Kirgisistan, der Ukraine, den anderen GUS-Staaten und dem Baltikum. Ein Teil der Korjo-Saram ist nach dem Zerfall der Sowjetunion nach Südkorea zurück emigriert.
Häufig werden die Korjo-Saram auch als Sowjetkoreaner oder Russlandkoreaner bezeichnet, auch wenn sie in den anderen ehemaligen Sowjetrepubliken, wie etwa in Kasachstan oder Usbekistan, leben. Begriffe wie etwa Kasachstankoreaner oder Usbekistankoreaner werden nur selten verwendet.
Auf der Insel Sachalin gibt es ebenfalls eine große Anzahl an Koreanern, die als Sachalin-Koreaner (koreanisch: 사할린 한인) bezeichnet werden.

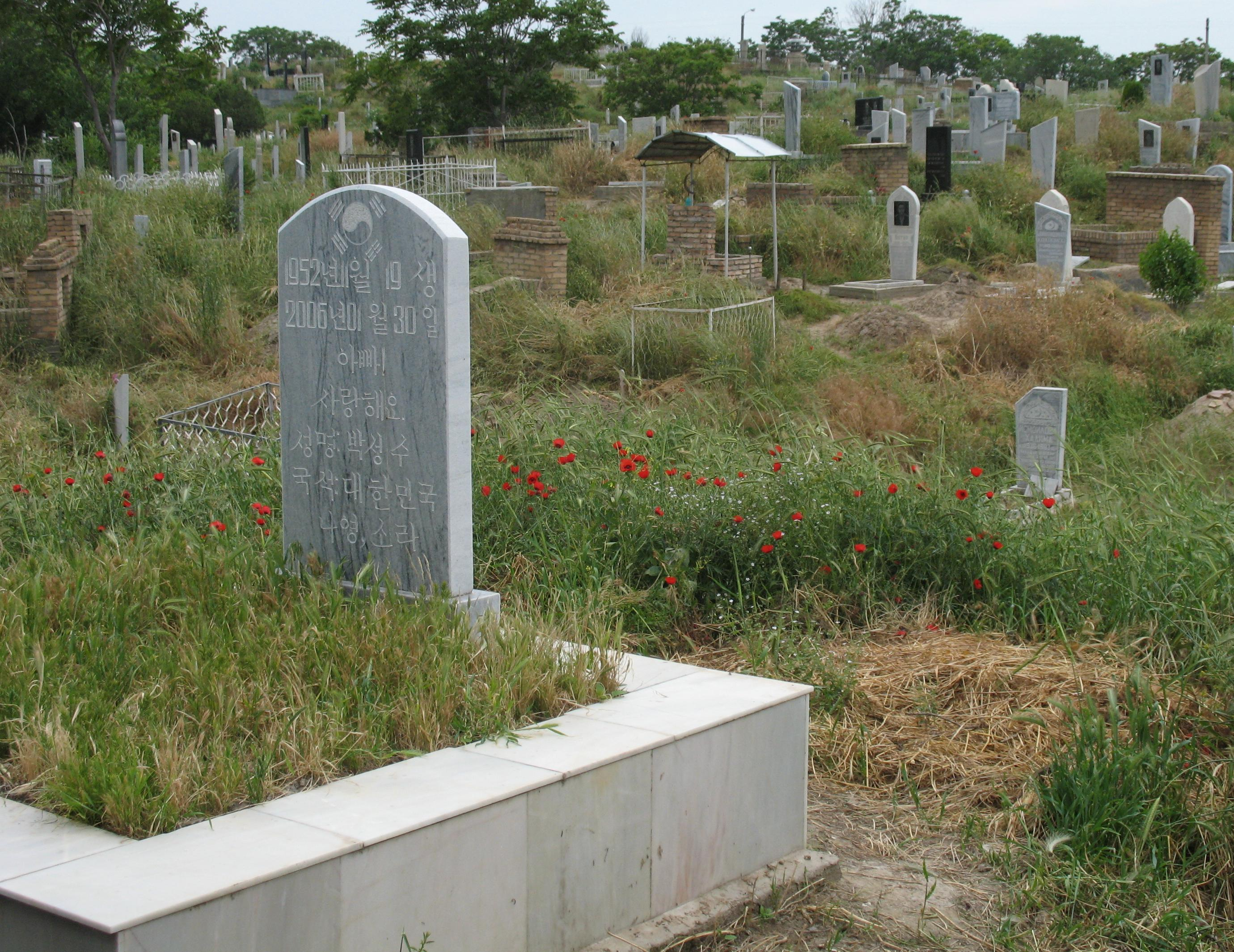
Koreanisches Grab auf einem Friedhof in Samarkand

## Herkunft des Namens
Der Name „Korjo“ in „Korjo-Saram“ ist vermutlich vom mittelalterlichen Königreich Koryŏ abgeleitet, von dem auch das Wort „Korea“ abgeleitet wurde. Der Namensteil „-Saram“ stammt vom koreanischen Wort 사람 (sa.ram) ab und bedeutet „Mensch“. Lokal werden die Korjo-Saram auch oft nur als „Koreaner“ bezeichnet.

## Geschichte

### Einwanderung nach Sibirien und in den russischen fernen Osten

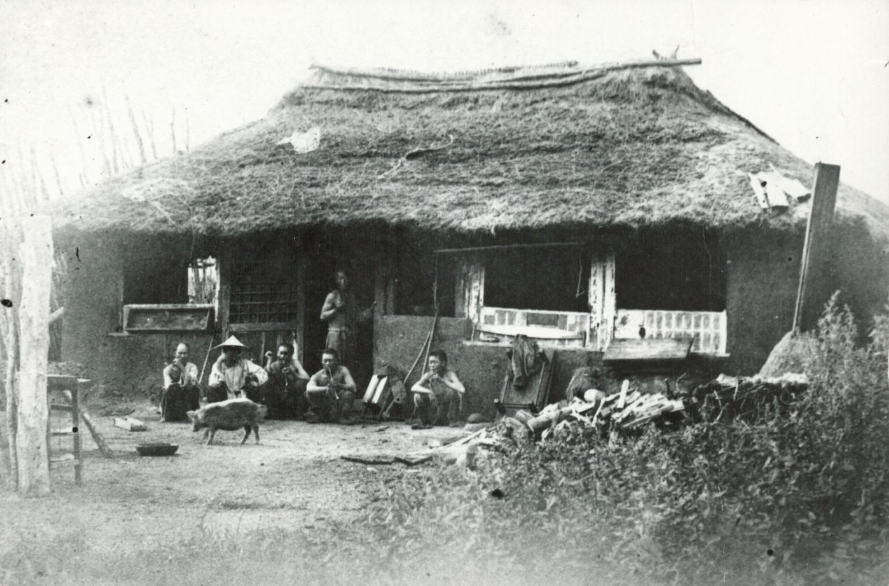
Koreanisches Bauernhaus in Nachodka (1893)

Das Ende des 19. Jahrhunderts stellte in Korea auch das Ende der Joseon-Dynastie dar. Viele verarmte Bauern verließen damals Korea in der Hoffnung auf ein besseres Leben. Das russische Reich, besonders der russische ferne Osten, war damals eines der beliebtesten Ziele für koreanische Einwanderer. 1869 stellten Koreaner 20 % der Bevölkerung in der Region Primorje, die direkt an Korea angrenzte. Beim russischen Zensus 1897 gaben etwa 26.000 Menschen Koreanisch als ihre Muttersprache an, bis 1914 stieg deren Zahl auf fast 65.000. Auch nach der russischen Revolution und dem Entstehen der Sowjetunion setzte sich die koreanische Einwanderung nach Russland fort, insbesondere da Japan ab 1910 Korea annektierte. Wladiwostok entwickelte sich zu einem Zentrum koreanischer Exilanten, die von dort aus auch die Unabhängigkeitsbestrebungen in Korea, wie etwa die Bewegung des ersten März, unterstützten. 1923 lebten bereits mehr als 100.000 Koreaner im sowjetischen Russland.
Im Zuge der Korenisazija-Politik der 1920er Jahre wurden Minderheiten der Sowjetunion explizit gefördert, darunter auch die koreanische Minderheit. Die Förderung der Minderheiten fiel zwar weitestgehend weg, als die Sowjetunion unter Stalin begann, die Russifizierung zu forcieren, dennoch konnten sich die koreanischen Gemeinden weiterhin entfalten. Da viele Koreaner familiäre Beziehungen in das japanische Kaiserreich unterhielten (Korea war nach wie vor unter japanischer Herrschaft), wurden sie ab Ende der 1920er Jahre von der sowjetischen Obrigkeit als potenzielle Gefahr gesehen. 1931 wurde jegliche weitere Einwanderung aus Korea in die Sowjetunion unterbunden, alle dort lebenden Koreaner mussten zudem sowjetische Staatsbürger werden.
Beim sowjetischen Zensus 1937 gaben fast 170.000 Menschen an, Koreaner zu sein. Die große Mehrheit von ihnen lebte nach wie vor im russischen fernen Osten.

### Deportation nach Zentralasien

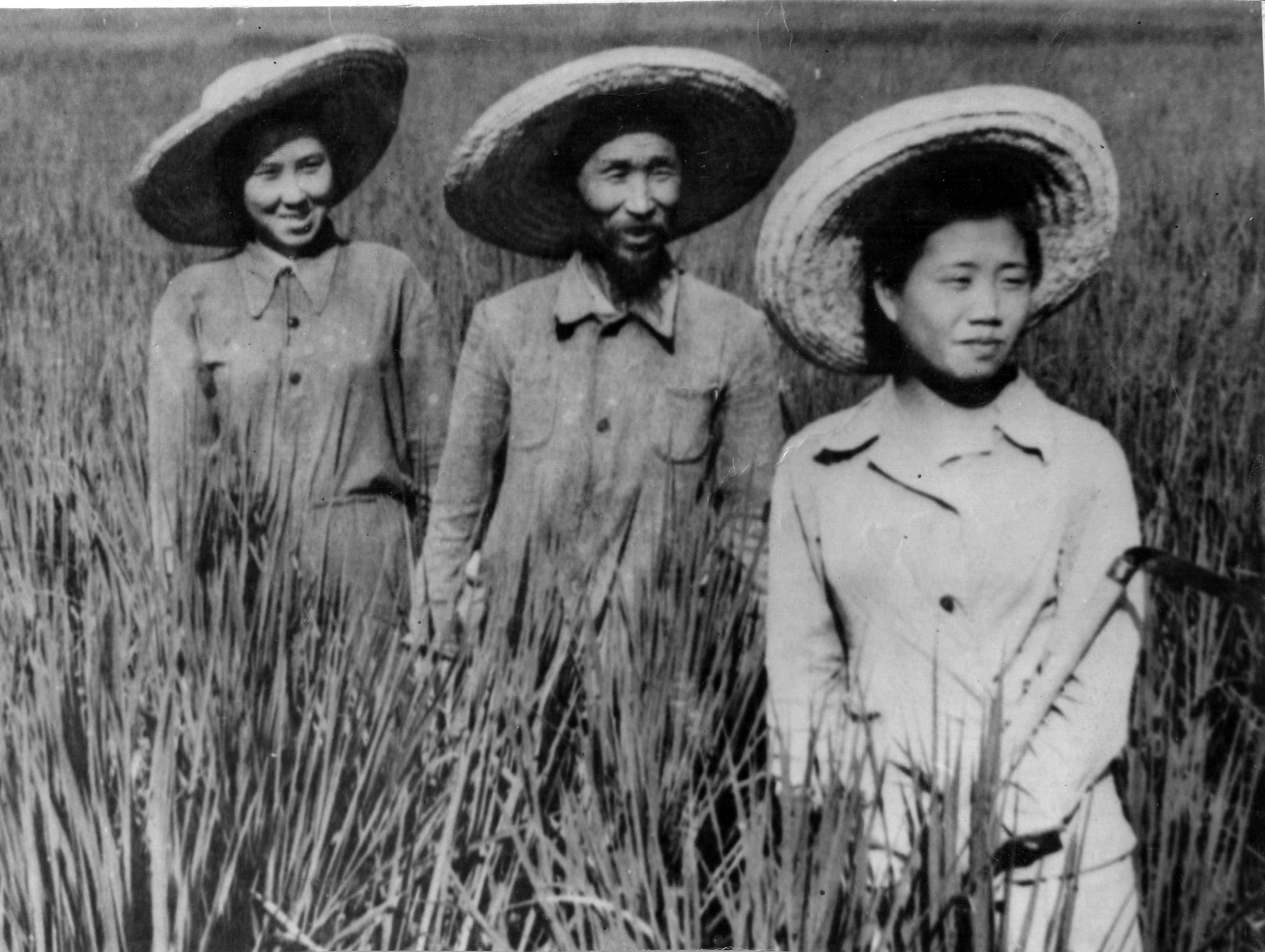
Korjo-Saram in Usbekistan 1937 (offizielles Propaganda-Foto)

1937 gab es Berichte über koreanische Spione in Russland, die für Japan arbeiteten. Stalin und Molotow beschlossen daraufhin, die koreanische Minderheit aus dem russischen fernen Osten nach Zentralasien, außerhalb des japanischen Einflussbereichs, zu deportieren. Noch im selben Jahr wurde dann fast die komplette koreanische Minderheit umgesiedelt. In ihrer neuen Heimat trafen die Korjo-Saram auf große Schwierigkeiten. Die meisten von ihnen waren zuvor Reisbauern und Fischer und konnten sich an die trockene zentralasiatische Umgebung nur schwer anpassen. Schätzungen zufolge starben bis zu 40.000 Koreaner in den ersten Jahren nach der Deportation.

### 1940–1991
Es dauerte Jahre, bis die Korjo-Saram denselben Lebensstandard erreichten, den sie zuvor an der russischen Pazifikküste gehabt hatten.

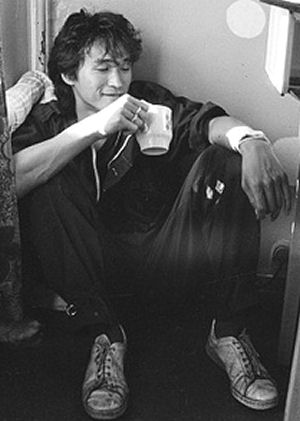
Wiktor Zoi, sowjetischer Rockstar der 1980er Jahre

Im Laufe der Zeit verbesserte sich ihre Situation aber wieder. Unter Nikita Chruschtschow waren die Sowjetkoreaner die erste Minderheit, die offiziell rehabilitiert wurde. Die meisten Korjo-Saram zogen unterdessen in die größeren Städte in Zentralasien und passten sich an die russischsprachige Bevölkerung an. Bedeutende koreanische Gemeinden fanden sich, und finden sich zum Teil noch, etwa in Taschkent, Almaty, Astana, Samarkand, Aqtöbe oder Qaraghandy. Vielen Korjo-Saram gelang der soziale Aufstieg. Gleichzeitig gingen bei den jüngeren Generationen aber viele Elemente der koreanischen Kultur verloren, insbesondere ihre Sprache, auch Mischehen wurden häufiger. Ähnlich wie die ebenso deportierten Russlanddeutschen assimilierten sich die Korjo-Saram im Laufe der Zeit, Vorurteile ihnen gegenüber verloren gleichzeitig ebenfalls an Bedeutung, es setzte gewissermaßen eine Normalisierung ihrer Lebensbedingungen ein. Einer der bekanntesten Korjo-Saram der damaligen Zeit war der Rockmusiker Wiktor Zoi.
Die Korjo-Saram stiegen im Laufe der Zeit schließlich zu einer der erfolgreichsten Minderheiten in der Sowjetunion auf. Ihr Lebensstandard lag zuletzt über dem sowjetischen Durchschnitt, an Universitäten waren sie überproportional stark vertreten.

### Nach dem Zerfall der Sowjetunion

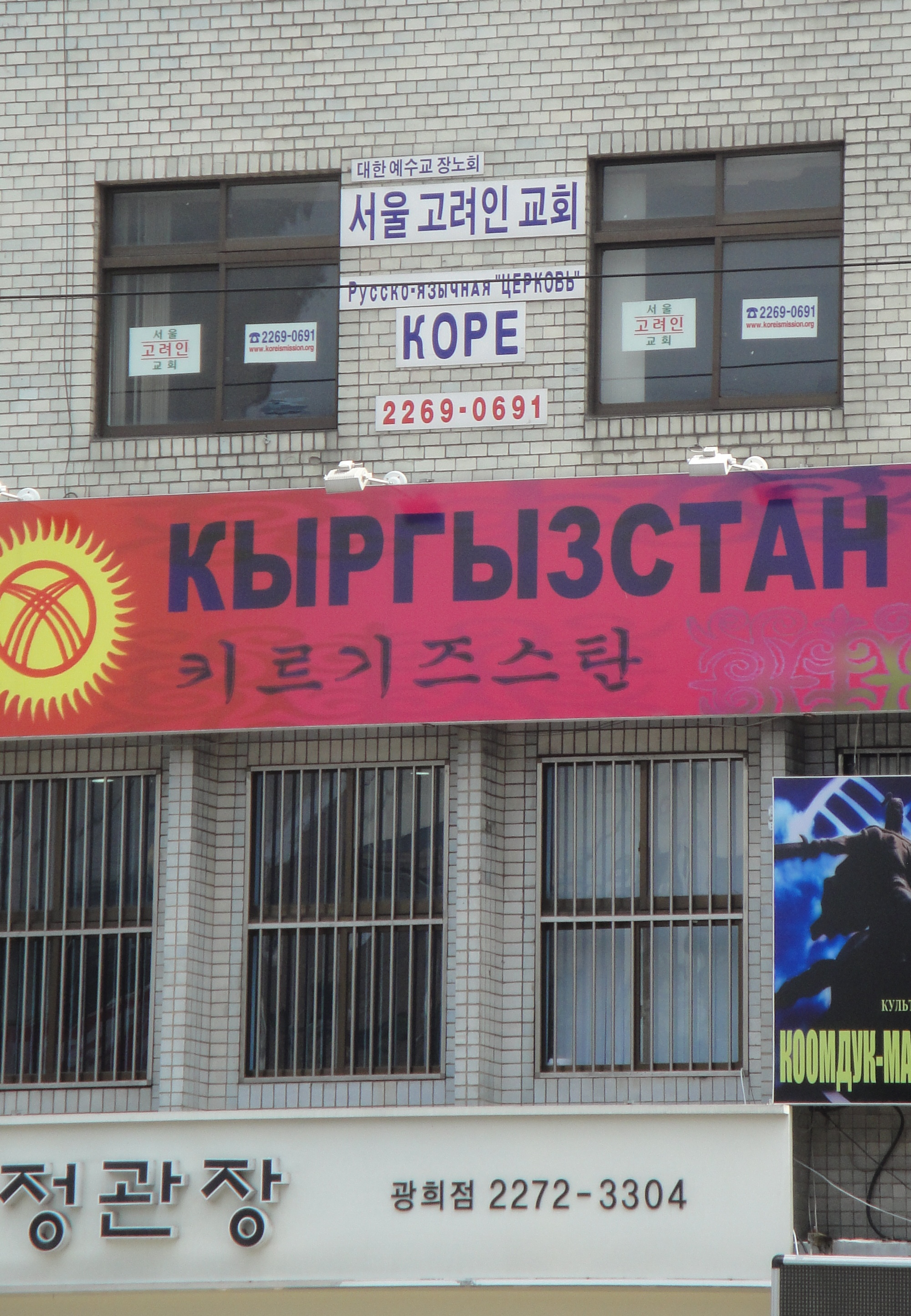
Russischsprachige Kirche in Seoul für Korjo-Saram, daneben kirgisisches Restaurant

Nach dem Zerfall der Sowjetunion kam es in einigen ihrer Nachfolgestaaten zu nationalistischen Tendenzen, denen sich Minderheiten, wie die Korjo-Saram, genauso wie die russische Bevölkerung, ausgesetzt sahen. Zusätzlich brach die Wirtschaft der meisten ehemaligen Sowjetrepubliken in den 1990er Jahren zusammen, wodurch viele Menschen in die Arbeitslosigkeit gedrängt wurden.
Alle Nachfolgestaaten der Sowjetunion verzeichneten demnach eine Auswanderungswelle. Wie die griechische Minderheit, die Russlanddeutschen und einige andere Bevölkerungsgruppen, deren Vorfahren außerhalb der UdSSR beheimatet waren, remigrierten viele Korjo-Saram nach Korea. So lebten in Südkorea 2005 etwa 15.000 usbekische Staatsbürger, ein Großteil davon Korjo-Saram. Die „Rückkehrer“ zieht es fast durchgängig in das wirtschaftlich prosperierende Südkorea und nicht in das abgeschottete und diktatorisch regierte Nordkorea. Die Auswanderung nach Korea ist bei den Korjo-Saram jedoch bei weitem nicht so ausgeprägt wie etwa die Rückwanderung der Russlanddeutschen nach Deutschland. 2002 lebten noch immer 470.000 Korjo-Saram in den GUS-Staaten. Im Gegensatz zu Deutschland, das es Russlanddeutschen relativ einfach ermöglichte, sich dort anzusiedeln und die deutsche Staatsbürgerschaft schnell zu erwerben, existierten solche Programme für die Korjo-Saram in Südkorea lange nicht.
Auch nach Russland zog es viele Sowjetkoreaner, so etwa nach Moskau und insbesondere an die russische Pazifikküste und die Region um Wladiwostok, in der die Korjo-Saram ursprünglich ansässig waren. In letztere Region wanderten in jüngerer Zeit auch einige tausend Nordkoreaner ein. Heute vermutlich größtes Zentrum der Korjo-Saram ist aber immer noch Taschkent, wo fast 50.000 Koreaner leben. Viele Korjo-Saram sind heute über Kulturvereine organisiert.

### Remigration nach Südkorea
Am 12. August 1999 verabschiedete die südkoreanische Nationalversammlung ein Gesetz, das die erleichterte Einwanderung von Personen koreanischer Abstammung nach Südkorea ermöglichte. Das Gesetz trat am 3. Dezember 1999 in Kraft. Das Gesetz bezog sich jedoch nur auf Personen, bzw. deren Nachkommen, die nach 1948 (nach der Staatsgründung der Republik Korea) aus Korea emigriert waren. Daraufhin reichten ethnische Koreaner mit chinesischer Staatsangehörigkeit beim Verfassungsgericht Koreas eine Klage wegen vermeintlicher Diskriminierung ein. In einem Grundsatzurteil vom 29. November 2001 gab das Verfassungsgericht den Klägern Recht und eröffnete Nachkommen von Auslandskoreanern somit allgemein die Möglichkeit, nach Südkorea einzuwandern. Die Zahl der Korjo-Saram in Südkorea nahm ab 2014 deutlich zu, als es ihnen auch erlaubt wurde, ihre Familien mitzubringen. Im Jahr 2023 lebten etwa 760.000 ethnische Koreaner aus China und den Nachfolgestaaten der Sowjetunion in Südkorea, wo sie etwa 30 % der ausländischen Bevölkerung ausmachten. In Südkorea sind die Korjo-Saram vorwiegend in Industriearbeitsplätzen tätig, wo sie als Arbeitskräfte sehr willkommen sind, da einheimische Arbeitskräfte für solche Arbeitsplätze aufgrund der sehr niedrigen Geburtenrate zunehmend knapper werden.
Die Integration der meist ausschließlich Russisch sprechenden Korjo-Saram aus den postsowjetischen Staaten stellt die koreanische Gesellschaft vor Probleme. Ähnlich wie die Russlanddeutschen in den 1990er Jahren in Deutschland sehen sich auch die Korjo-Saram teilweise mit Vorurteilen der einheimischen Bevölkerung konfrontiert. Koreanische Migrationsexperten zeigten sich besorgt. Wenn schon die Integration der Korjo-Saram, die sich äußerlich nicht von einheimischen Koranern unterscheiden, sich so schwierig gestalte, werde es noch viel schwieriger werden, wenn auch anders aussehende Migranten nach Südkorea kämen. Die Migrations- und Integrationspolitik müsse grundlegend überdacht und neu konzipiert werden.

## Kultur
Korjo-Saram passten sich kulturell meist an die russischsprachigen Bevölkerungsgruppen in ihrer Heimat an. Traditionelle koreanische Kleidung wurde von ihnen durch westliche Mode ersetzt. Die meisten von ihnen tragen auch nicht mehr koreanische, sondern russische Vornamen. Auch der russische Vatersname ist üblich. Mehr als 70 Prozent der Korjo-Saram lebt in Städten, weniger als 30 Prozent von ihnen gehört der Landbevölkerung an. Auch die koreanische Sprache geriet im Laufe der Generationen in den Hintergrund. Insbesondere die koreanische Küche konnte aber über die Generationen bewahrt werden. Die meisten Korjo-Saram sind heute Buddhisten oder orthodoxe Christen, zum Teil auch Protestanten.

### Sprache
Die sprachliche Situation der Korjo-Saram ist ähnlich wie die der Russlanddeutschen, insbesondere die junge Generation spricht meist Russisch unter sich. Bei der letzten sowjetischen Volkszählung 1989 gaben etwa 220.000 Koreaner Russisch als ihre Muttersprache an, 217.000 gaben Koreanisch an. Nur eine kleine Minderheit von etwa 16.000 Koreanischstämmigen sprach eine andere Sprache als Koreanisch oder Russisch als Muttersprache, meist die jeweilige Landessprache, beispielsweise Ukrainisch in der Ukraine. Die Korjo-Saram, die das Koreanische beherrschen, sprechen meist einen Dialekt, der als Koryŏmal bekannt ist (Hangul: 고려말; russisch Корё маль). So gut wie alle Korjo-Saram sprechen Russisch aber zumindest als Zweitsprache.

## Zahlen
Beim letzten sowjetischen Zensus von 1989 gaben knapp 440.000 Menschen ihre Nationalität als „koreanisch“ an. Davon lebten rund 183.000 in der Usbekischen SRR, 107.000 in der Russischen SFSR und 103.000 in der Kasachischen SSR. Weitere Zentren waren die Kirgisische SSR mit über 18.000, die Tadschikische SSR mit mehr als 13.000 und die Turkmenische SSR mit knapp 3.000 Koreanern. In den restlichen Sowjetrepubliken lebten zusammen nur etwas weniger als 5.000 Koreaner. Bei der Volkszählung wurde nicht zwischen Korjo-Saram und Sachalin-Koreanern unterschieden.
Seitdem entwickelte sich die koreanische Gemeinde der ehemaligen Sowjetrepubliken je nach Herkunftsland sehr unterschiedlich. In Russland stieg die Zahl der Koreaner bis 2010 um fast 50 % auf über 153.000. In Kasachstan, Usbekistan und Kirgisistan blieb ihre Zahl, mit zwischenzeitlich leichter Negativtendenz, weitgehend stabil. In Usbekistan leben aktuell rund 185.000 Koreaner (2013), in Kasachstan 109.000 (2019) und in Kirgisistan rund 17.000 (2018). Deutlich zurückgegangen ist ihre Zahl dagegen etwa in Tadschikistan (unter 1000 im Jahr 2010).

### Siedlungsschwerpunkte
In den zentralasiatischen Staaten liegen die koreanischen Siedlungsschwerpunkte in Großstädten wie Taschkent (rund 50.000 Koreaner), Almaty (34.000) oder Bischkek (12.300).
In Russland ist die Oblast Sachalin die wichtigste Siedlungsregion, wo rund 25.000 Koreaner (5 % der Bevölkerung) leben, sowie die Regionen Primorje (rund 18.000 Koreaner) und Chabarowsk (8.000). Weitere Regionen mit überdurchschnittlich hohem koreanischen Bevölkerungsanteil gibt es in Südrussland und dem Nordkaukasus, etwa im Rajon Oktjabrski in Kalmückien (7 % der Bevölkerung), in den Städten Prochladny (3 %) und Maiski (3,3 %) in Kabardino-Balkarien oder im nordossetischen Mosdok (2 %).

### Zurückemigrierte
Schwierig einzuschätzen ist die Zahl der Emigranten aus der ehemaligen Sowjetunion zurück nach Südkorea. 2005 sollen etwa 15.000 koreanischstämmige Menschen aus Usbekistan in Südkorea gearbeitet haben.

## In den Medien
Die Korjo-Saram wurden mehrfach in Filmen thematisiert, etwa im 2005 erschienen südkoreanischen Film Wedding Campaign oder im 2011 veröffentlichten Hanaan von Ruslan Pak.

## Bekannte Korjo-Saram
- Michail An, Fußballspieler
- Boris Jugaj, General
- Hŏ Ka-i, sowjetisch-nordkoreanischer Politiker
- Anatoli Kim, Schriftsteller
- Juli Kim, Dramatiker und Musiker
- Nelli Kim, Turnerin und Olympiasiegerin
- Marina Kim, Fernsehmoderatorin und Schauspielerin
- Vitaliy Kim, Gouverneur der ukrainischen Oblast Mykolajiw
- Wladimir Kim, Milliardär und Unternehmer
- Witali Li, Fußballspieler
- Dmitri Ogai, Fußballspieler und -trainer
- Ruslan Pak, Filmregisseur
- Nikolai Schin, Maler
- Eduard Son, Fußballspieler
- Lawrenti Son, Dramatiker und Theaterregisseur
- Denis Ten, Eiskunstläufer
- Kostya Tszyu, Boxer
- Tatjana Bakaltschuk, Milliardärin und Unternehmerin
- Anita Zoi, Sängerin
- Wiktor Zoi, Rockmusiker